# Artur Christianowitsch Frautschi

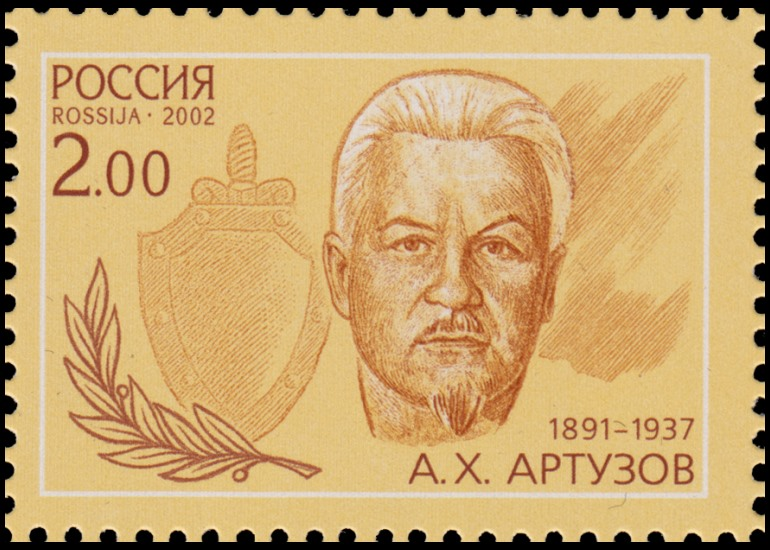
Russische Briefmarke von 2002

Artur Christianowitsch Frautschi, Deckname: Artusow (russisch Арту́р Христиа́нович Фра́учи; * 6. Februarjul. / 18. Februar 1891greg. in Kaschin, Gouvernement Twer; † 21. August 1937 in Moskau) war einer der Führer des Staatssicherheitsdienstes und der Geheimdienste in der Sowjetunion sowie Kommissar.

## Leben
Frautschi entstammte einer Russlandschweizer Käser-Familie. Laut dem Familiennamenbuch des Historischen Lexikons der Schweiz stammt der Name aus der Gemeinde Saanen im Berner Oberland. Seine Mutter hatte lettische und estnische Wurzeln. Die Revolutionäre Michail Kedrow und Nikolai Podwoiski waren oft Gäste im Haus des Vaters. Als Jugendlicher unterstützte er die Bolschewiki durch Verbreiten illegaler Literatur. Nach dem Abitur studierte er Metallurgie an der Staatlichen Polytechnischen Universität Sankt Petersburg. Als Ingenieur arbeitete er im Büro von Professor Grschimailo.
Im Dezember 1917 trat er der bolschewistischen Partei bei. In den darauffolgenden Jahren arbeitete er in verschiedenen Positionen des nachrichtendienstlichen Apparates in der Sowjetunion. Von 1920 bis 1921 war er Chef der Grenzsicherung, damals ein Sonderbereich der Tscheka. Für seine Tätigkeiten erhielt er 1921 den Rotbannerorden. Im Mai 1922 wurde er Leiter der Spionageabwehr-Abteilung (KRO). Unter seiner Verantwortung wurden der Terrorist Boris Sawinkow und der britische Agent Sidney Reilly verhaftet. Von 1931 bis 1935 leitete er den Auslandsnachrichtendienst (INO) der OGPU und trug wesentlich zur Auslöschung „antirevolutionärer Organisationen“ bei.
Während des „Großen Terrors“ wurde Frautschi am 13. Mai 1937 auf Befehl von Josef Stalin verhaftet. Er wurde als Trotzki-Sympathisant beschuldigt und am 21. August 1937 erschossen. 1956 hob das oberste Militärgericht das Urteil wegen Mangel an Beweisen auf und er wurde posthum rehabilitiert. Er hatte drei Kinder, darunter den Musikpädagogen Kamill Arturowitsch Frautschi.